# Бечис, Марко
Марко Бечис (исп. Marco Bechis, 24 октября 1955, Сантьяго) — чилийский и итальянский кинорежиссёр и сценарист.

## Биография
Мать — чилийка франко-швейцарского происхождения, отец — итальянец. Рос в Сан-Паулу и Буэнос-Айресе. В апреле 1977 года 15 дней содержался в концлагере «Эль Клуб Атлетико», был выслан в Италию, так как имел паспорт этой страны.  Переехал в Милан, с 1981 года учился в Миланской киношколе. В том же году снял дебютную короткометражку Televisión Argentina. В 1980-х годах делил жизнь между Парижем, Лос-Анджелесом и Нью-Йорком. Работал школьным учителем в Буэнос-Айресе, фотографом и видеоартистом в Нью-Йорке. Дебютировал в полнометражном кино в 1991 году. Международное признание и множество премий получил его фильм о военной диктатуре и репрессиях хунты в Аргентине Гараж «Олимпо» (1999).

## Избранная фильмография
- Колючая проволока / Alambrado (1991), третья премия Гаванского МКФ
- Luca’s Film (1997)
- Baires-Sarajevo (1999)
- Гараж «Олимпо» / Garage Olimpo (1999, номинация на премию «Давид ди Донателло» за лучший сценарий и режиссуру, пять премий Гаванского МКФ)
- Брат и сестра / Figli/Hijos (2001, премия «Кинематограф будущего» на Венецианском МКФ)
- Наблюдатели за птицами /  La terra degli uomini rossi — Birdwatchers (2008, номинация на «Золотого льва» Венецианского МКФ)
- Невидимый мир / Mundo Invisível (2012,  эпизод «Текоха»